# Antonio Luna Rodríguez
Antonio Manuel Luna Rodríguez (ur. 17 marca 1991) – hiszpański piłkarz grający na pozycji lewego obrońcy w Rayo Vallecano, do którego jest wypożyczony z Levante UD.

## Kariera
Antonio Luna Rodríguez jest wychowankiem Sevilli. Debiut w seniorskiej piłce zanotował w drużynie rezerw, grającej w Segunda División B. 15 maja 2010 roku zadebiutował w pierwszej drużynie, w meczu z Almerią. Cztery dni później wystąpił w finale Copa del Rey.
19 stycznia 2011 roku został wypożyczony do Almerii do zakończenia sezonu. Na wypożyczeniu występował regularnie w pierwszej jedenastce, ale jego klub spadł po czterech latach gry w La Liga. Po powrocie z wypożyczenia zagrał 14 spotkań ligowych w barwach Sevilli. Trafił swojego pierwszego gola w barwach klubu, w meczu z Malagą.
Drugą część sezonu 2012/13 spędził na wypożyczeniu w Mallorce, która ostatecznie spadła z ligi.
20 czerwca 2013 roku podpisał kontrakt z Aston Villą.
4 sierpnia 2014 roku Luna został wypożyczony do Hellas Verona do końca stycznia 2015 roku.
31 stycznia 2015 roku został wypożyczony do Spezia Calcio do końca sezonu.